# Prochilodus nigricans
Prochilodus nigricans är en fiskart som beskrevs av Johann Baptist von Spix och Agassiz 1829. Prochilodus nigricans ingår i släktet Prochilodus och familjen Prochilodontidae. Inga underarter finns listade i Catalogue of Life.